# سو آپتون
سو آپتون (انگلیسی: Sue Upton؛ زادهٔ ۹ نوامبر ۱۹۵۴) بازیگر اهل بریتانیا است.
از فیلم‌ها یا مجموعه‌های تلویزیونی که وی در آن‌ها نقش داشته‌است، می‌توان به بنی هیل شو اشاره نمود.